# Debby Susanto
Debby Susanto, née le 3 mai 1989, est une joueuse de badminton indonésienne. Elle a remporté la médaille d'or en double mixte aux Jeux d'Asie du Sud-Est de 2013 et 2015. Elle a atteint les quarts de finale des Jeux olympiques d'été de 2016 en double mixte. Elle a principalement joué avec Muhammad Rijal et Praveen Jordan.